# Šipovljani
Šipovljani är ett samhälle i Bosnien och Hercegovina.   Det ligger i entiteten Federationen Bosnien och Hercegovina, i den västra delen av landet, 160 km väster om huvudstaden Sarajevo. Šipovljani ligger 506 meter över havet och antalet invånare är 509.
Terrängen runt Šipovljani är kuperad åt nordväst, men åt sydost är den bergig. Šipovljani ligger nere i en dal. Närmaste större samhälle är Drvar, 3,3 km nordväst om Šipovljani. 
I omgivningarna runt Šipovljani växer i huvudsak blandskog. Runt Šipovljani är det ganska tätbefolkat, med 93 invånare per kvadratkilometer.